# Hechthausen
Hechthausen (Platduits: Heckthusen) is een gemeente in de Duitse deelstaat Nedersaksen. De gemeente maakt deel uit van de Samtgemeinde Hemmoor in het Landkreis Cuxhaven. Hechthausen telt 3.452 inwoners.

## Samenstelling van de gemeente

De zes delen van Hechthausen. Bornberg is rood gemarkeerd.

De gemeente omvat naast het dorp Hechthausen nog vijf andere dorpen, te weten: Bornberg, Kleinwörden, Klint, Laumühlen en Wisch.

## Verkeer en infrastructuur

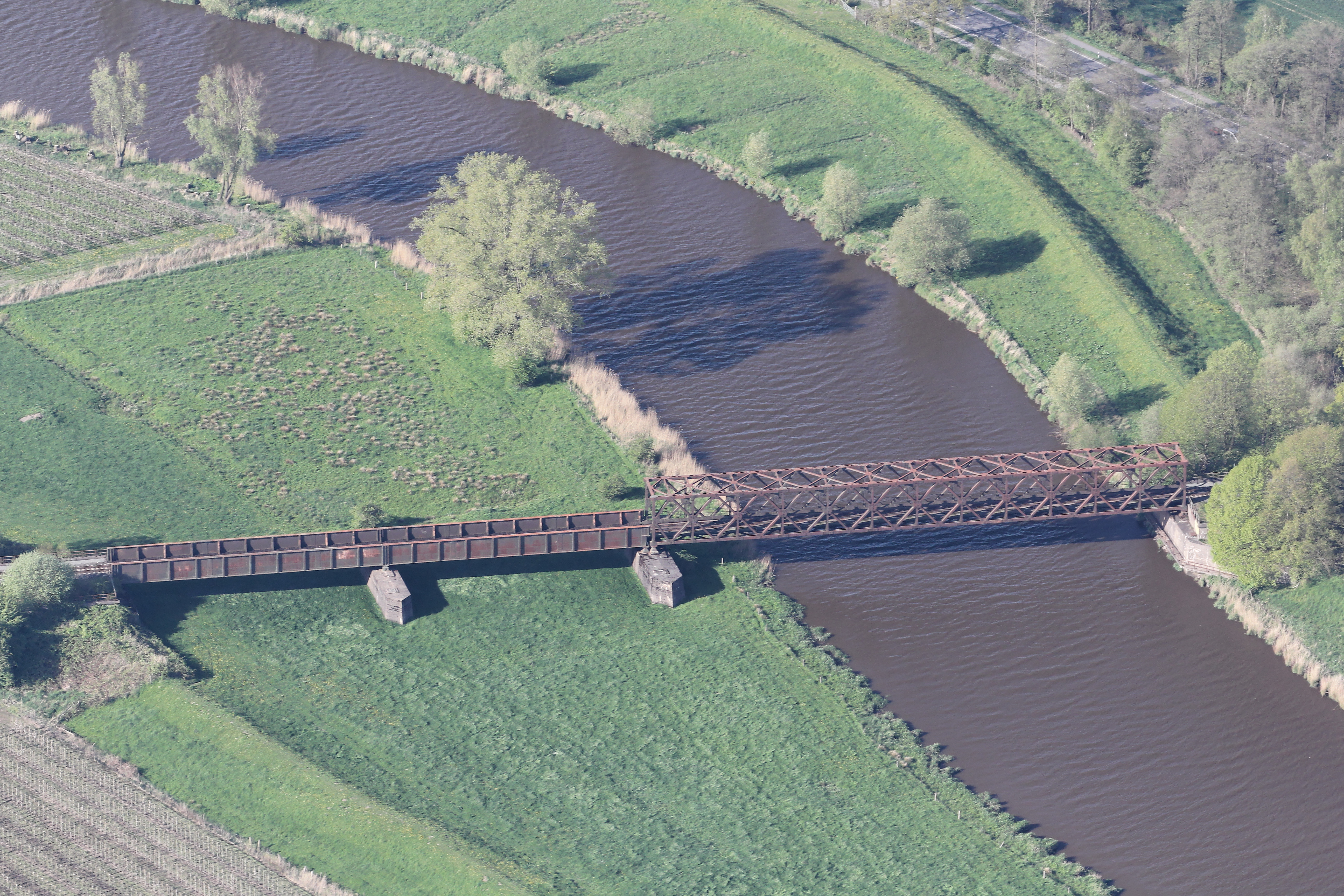
Spoorbrug over de Oste (1945)

Hechthausen heeft sedert 1881 een klein station aan de spoorlijn Cuxhaven- Hamburg-Harburg.
Niet ver van dit station kruist deze spoorlijn de Oste. Aan het eind van de Tweede Wereldoorlog, in april 1945, bliezen soldaten van de Wehrmacht de spoorbrug op, om de geallieerde opmars te stuiten. Daarop legden troepen van de Britse genie hier in de zomer van 1945 een stalen noodbrug, een soort Baileybrug. Deze noodbrug ligt er nog steeds. De brug staat onder monumentenzorg.  Dit vormt een probleem voor de Duitse spoorwegen. De oude brug is bijna het enige gedeelte van deze spoorlijn, dat enkelsporig is. Er is ook geen bovenleiding.  Daardoor worden plannen, om dit baanvak te moderniseren, ernstig gehinderd.

## Dorp

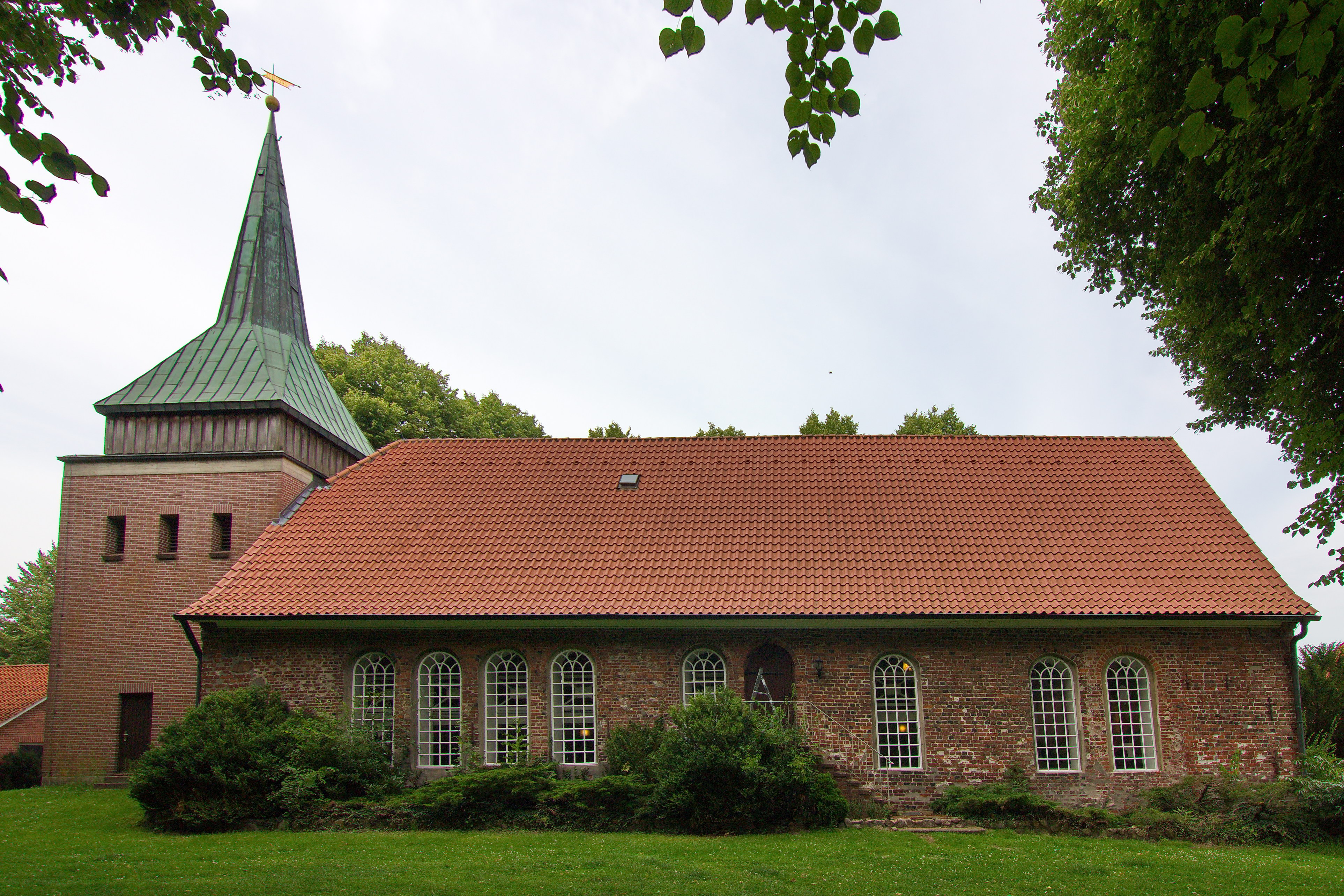
Mariakerk

Hechthausen wordt voor het eerst vermeld in 1233. De thans evangelisch-lutherse dorpskerk, gewijd aan Maria, is meer dan 500 jaar oud. De toren is in 1791 gebouwd. Zie de Duitse Wikipedia voor een uitvoerige beschrijving van dit kerkgebouw. 
- Gemeinsame Normdatei: 4096059-6
- Virtual International Authority File: 236826461
- WorldCat: E39PBJrCcyPDYwm73WdwFFtxjC